# Kalendarium historii Siemianowic Śląskich
Kalendarium historii Siemianowic Śląskich
- 1273 – prawdopodobnie najstarsza wzmianka o Siemianowicach.
- 1298 – dokument biskupa krakowskiego Jana Muskaty o dziesięcinie ze wsi Bytków na szpital w Sławkowie.
- 1290–1310 – przypuszczalnie założenie parafii i budowa drewnianego kościoła w Michałkowicach.
- 1313 – wymienienie wsi Przełajka w akcie darowizny księcia bytomsko-kozielskiego Siemowita.
- 1421 – w Michałkowicach jako na pierwsza na terenie dzisiejszego powiatu powstała przykościelna szkoła.
- 1490 – według legendy Mieroszewscy zakupili Jakubowice; po nabyciu w XVI wieku Siemianowic, Bańgowa i Michałkowic byli ich właścicielami aż do 1692.
- 1515 – Siemianowice zostały wymienione w spisie wsi, które są zobowiązane do prac na potrzeby książęcego zamku w Świerklańcu.
- 1586 – wieś Jakubowice (dawna wieś leżąca w okolicach dzisiejszego parku Pszczelnik) została doszczętnie zniszczona w czasie tak zwanej wojny sukcesyjnej.
- 1692 – panem dóbr siemianowickich został Kasper Hunter von Grandon.
- 1718 – hrabina Maria Józefa von Donnersmarck, w imieniu męża Karla Josepha, kupuje od Huntera von Grandona Siemianowice, Bańgów i opustoszałe Jakubowice.
- 1760–1778 – na miejscu starego dworu Mieroszewskich i Hunterów powstała rezydencja Hencklów. Na jej terenie została również wybudowana kaplica, która była pierwszym obiektem sakralnym w Siemianowicach.
- 1786 – na terenie dzisiejszego Lasku Bytkowskiego powstała pierwsza kopalnia węgla kamiennego „Waldgrube”[1] („Leśna”) założona przez Johanna Nepomucena von Klocha[2].
- 1786 – pierwszy murowany kościół w Michałkowicach.
- 1787 – w Lasku Bytkowskim powstały kolejne kopalnie węgla kamiennego.
- 1789 – spisano urbarz siemianowicki, a także ustanowiono pieczęć gminy, który był pierwowzorem przyszłego herbu Siemianowic Śląskich[3][4]
- 1803 – założenie przez Rheinbabenów na zachód od Sadzawek, kopalni „Fanny”
- 1804 – na terenie bytkowskiego Wełnowca powstała huta „Hohenlohe”.
- 1818 – powstała pierwsza w Siemianowicach huta cynku „Georg” („Jerzy”).
- 1820–1822 – na polach bytkowskich powstały kolejne huty cynku: „Helene”, „August”, „Friederike”.
- 1827 – uruchomienie kopalni „Carlshoffnung”
- 1830 – pierwsza w Siemianowicach jednoklasowa szkoła.
- 1830–1832 – rozbudowa pałacu; powstało zachodnie skrzydło.
- 1833–1835 – budowa huty „Laura”.
- 1839 – powstała pierwsza poczta.
- 1842 – powstanie pierwszej szkoły w Hucie Laura.
- 1852–1855 – Towarzystwo Kolei Górnośląskiej buduje linię wąskotorowej kolei towarowej z Tarnowskich Gór i Bytomia przez: Bytków, Hutę Laura, Hutę Jerzego aż do Brzęczkowic.
- 1855 – połączenie kopalni i pól górniczych „Eugeniensglück”, „Carlshoffnung”, „Leokadia” i „Guter Arthur” w Vereinigte Siemianowitzer Steinkohlengruben (Zjednoczone Siemianowickie Kopalnie Węgla Kamiennego, 27 VII)[5]
- 1856 – powiększenie przez księdza Stabika michałkowickiego kościoła i budowa cmentarza.
- 1861 – otwarcie szkoły ewangelickiej w Hucie Laura.
- 1863 – przeniesienie generalnego zarządu hrabiowskich dóbr i zakładów przemysłowych z pałacu siemianowickiego do Karłuszowca pod Tarnowskimi Górami.
- 1866 – został zakupiony grunt pod szpital na nowej ulicy Bytomskiej (dziś Śląska).
- 1868 – produkcję rozpoczęła Fabryka Śrub i Nitów Fitznera. Poświęcenie pierwszego siemianowickiego cmentarza.
- 1870 – Kolej Prawego Brzegu Odry buduje w Siemianowicach dworzec Laurahütte na nowo otwartej linii Wrocław-Tarnowskie Góry-Bytom-Dziedzice.
- 1872 – powstała rzymskokatolicka parafia w Siemianowicach (wcześniej Siemianowice należały do parafii w Czeladzi).
- 1873 – teren kolonii Laurahütte (Huta Laura) powstałej wokół huty „Laura” został wydzielony i przekształcony w samodzielny obszar dworski.
- 1876 – w Hucie Laura powstała Ochotnicza Straż Pożarna.
- 1877 – powstał pierwszy browar w Hucie Laura.
- 1882 – w Siemianowicach powstała pierwsza biblioteka ze 157 książkami w języku polskim.

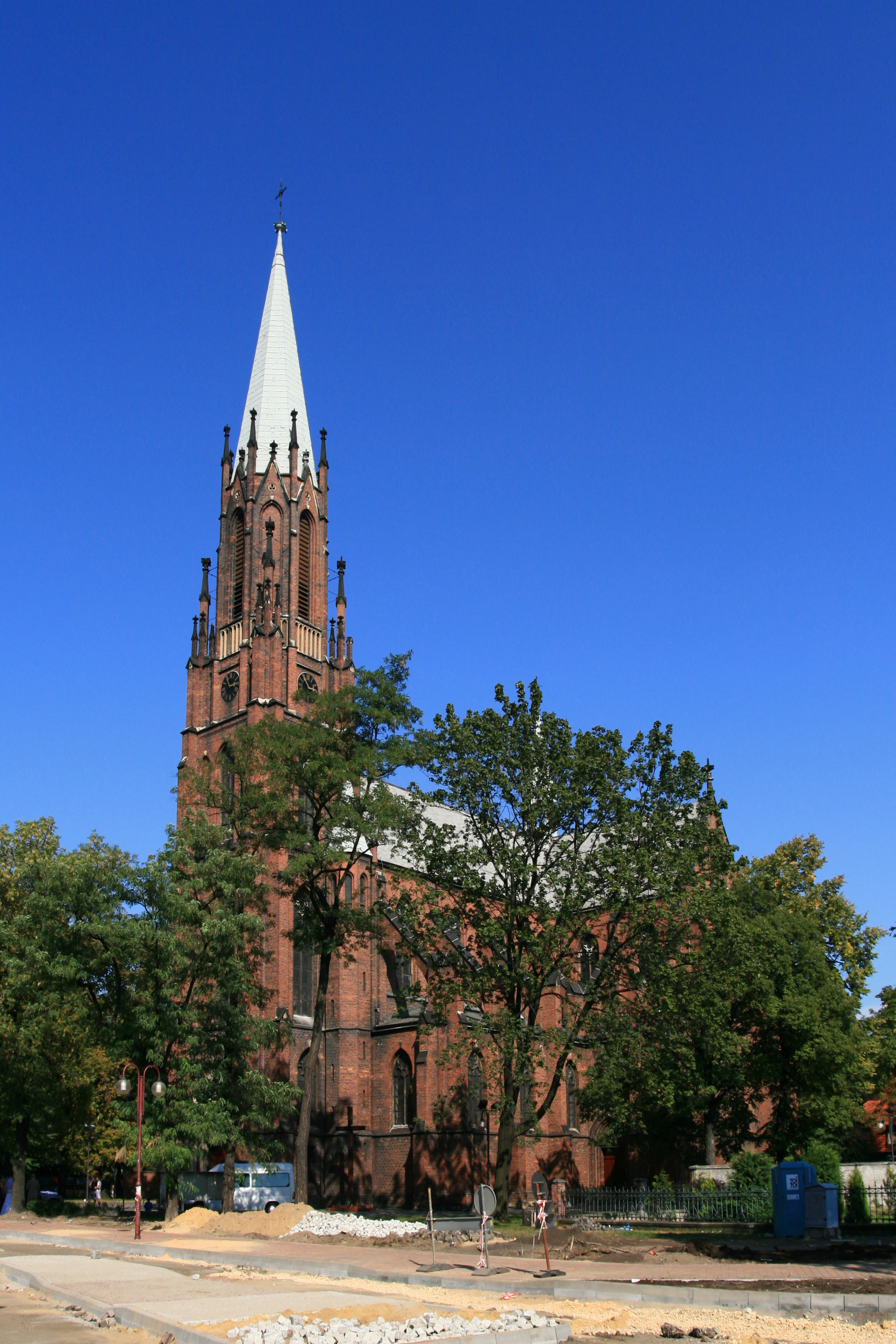
Kościół pw. Świętego Krzyża w Siemianowicach

- 1884 – zakończenie budowy murowanej fary św. Krzyża w Siemianowicach.
- 1886 – założenie cmentarza ewangelickiego przy drodze do Pszczelnika.
- 1887 – w Michałkowicach powstała kopalnia „Max” (później „Michał”).
- 1888 – erygowanie parafii ewangelicko-augsburskiej w Siemianowicach.
- 1890 – obszar dworski Huty Laura został gminą.
- 1891 – pierwsze brukowane ulice w Hucie Laura.
- 1895 – konsekracja ewangelickiego kościoła Marcina Lutra w Siemianowicach.
- 1896 – otwarcie linii tramwaju parowego Huta Laura–Katowice (Huta Marta) wraz z zajezdnią w Hucie Laura. Uruchomienie połączenia kolejowego Siemianowice–Bogucice–Katowice.
- 1897 – oddanie do użytku gmachu ratusza Huty Laury (ob. ul. Sobieskiego 2). Uruchomienie pierwszego miejskiego omnibusu Huta Laura–Michałkowice
- 1898 – elektryfikacja Huty Laura oraz linii tramwajowej po uruchomieniu najnowocześniejszej w ówczesnych Niemczech elektrowni w Chorzowie. Na głównej ulicy Huty Laura rozbłysły żarówki elektryczne.
- 1900 – otwarcie linii tramwaju elektrycznego Huta Laura–Chorzów–Królewska Huta
- 1902–1903 – przy nowym placu targowym powstał gmach magistratu siemianowickiego (ratusz w Siemianowicach)
- 1904 – została oddana świątynia pw. św. Michała Archanioła w Michałkowicach na miejscu starego barokowego kościoła.
- 1907 – w Hucie Laura powstaje pierwszy klub piłkarski pod nazwą „FC Hohenzollern 07 Laurahütte”, w późniejszym okresie klub zmienia nazwę na „FC 07 Laurahütte”.

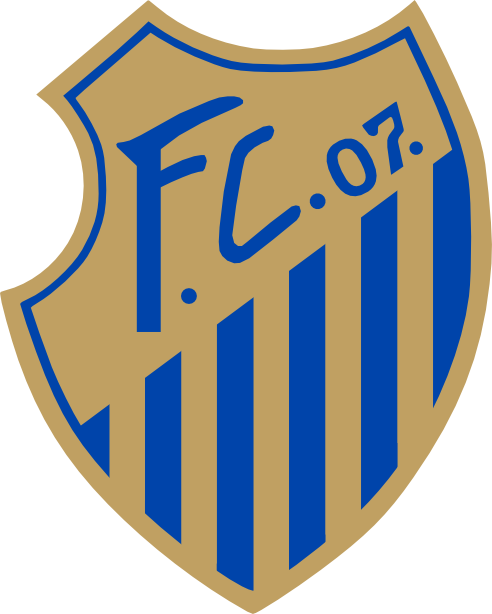
Herb klubu „FC 07 Laurahütte”

- 1908 – rozdzielenie kopalni „Laurahütte” na dwa zakłady: kopalnie „Richter” i „Laurahütte”.

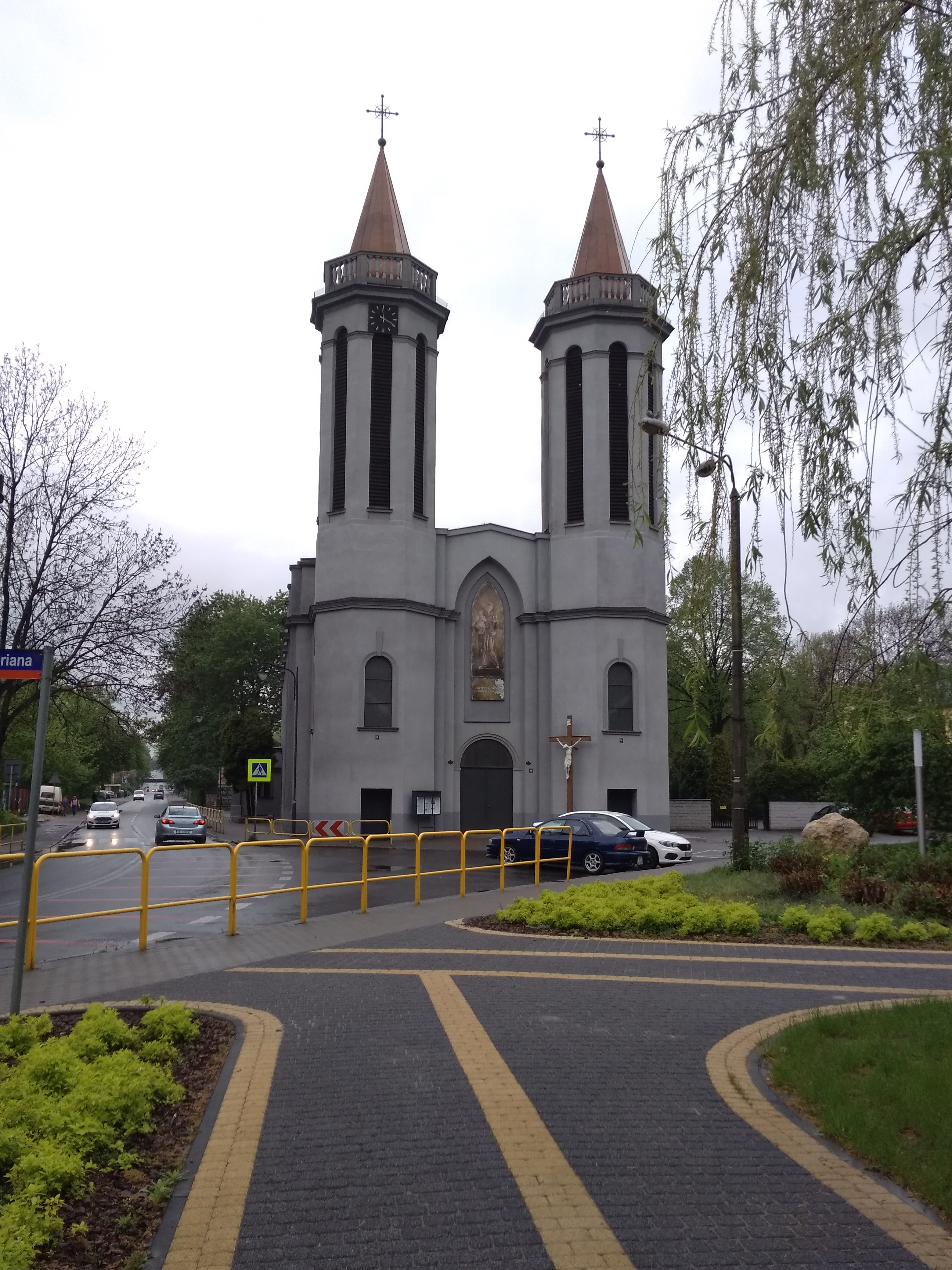
Kościół pw. św. Antoniego w Hucie Laura

- 1914 – rozpoczęcie budowy kościoła św. Antoniego w Hucie Laura.
- 1919 – wiece robotnicze. W marcu oddział wojska z pobliskiej granicy składa broń przed wiecującymi robotnikami. Na stronę manifestantów przeszło 200 żołnierzy. Manifestanci zajmują stację kolejową i bank. W wyniku walk z nadciągającymi oddziałami wojska ginie jeden robotnik a dwóch zostaje rannych[6].
- 1922 – rząd pruski łączy gminy Siemianowice i Huta Laura. W czerwcu gminy z terenu dzisiejszych Siemianowic Śl. zostają przyłączone do II Rzeczypospolitej, a w Siemianowicach następuje powitanie Wojska Polskiego. Powstała Górnośląska Fabryka Czekolady i Cukrów „Hanka”. Powstała pierwsza szkoła średnia.
- 1925 – połączenie kopalni „Richter” i „Huta Laura”.
- 1927 – uchwałą Sejmu Śląskiego (II Rzeczypospolitej) dotychczasowa gmina wiejska Huta Laura-Siemianowice została przemianowana na Siemianowice Śląskie[7].
- 1929 – z udziałem gminy Siemianowice Śląskie powstają Śląskie Linie Autobusowe, pierwsze połączenie autobusowe na trasie Siemianowice–Katowice.
- 1932 – rozporządzeniem Rady Ministrów gmina Siemianowice Śląskie zostaje zaliczona do rzędu miast[8].
- 1934 – otwarcie huty szkła w dawnej kolonii robotniczej Hugo.

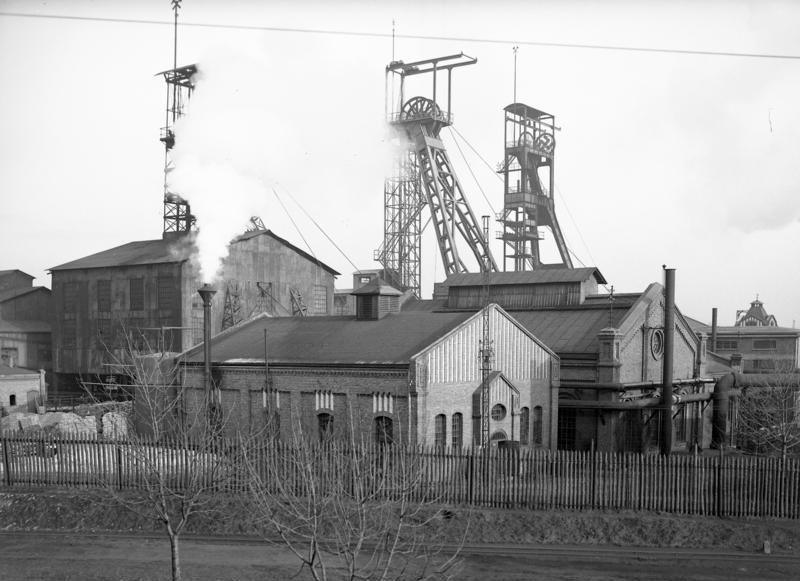
Wieże wyciągowe trzech szybów Richter podczas II wojny światowej

- 1936 – zmiana nazw kopalni „Richter” na „Siemianowice” i „Max” na „Michał”.
- 1939 – na terenie kopalni Michał początek II wojny światowej. Dywersyjny oddział Freikopsu zajął kopalnię i został wyparty po ciężkich walkach przez oddziały wojska polskiego, miejscowych powstańców oraz harcerzy.
- 8 września 1939 – Freikorps rozstrzelał 6 Polaków: Gerarda Drzymałę, Wilhelma Jendrusia, Franciszka Niedworka, Maksymiliana Rolnika, Jana Rudzińskiego, Teodora Szewczyka
- 1944 – Niemcy założyli podobóz KL Auschwitz – Laurahütte.
- 1945 – wojska radzieckie weszły do Siemianowic. Na terenie dawnego hitlerowskiego obozu przetrzymywani są jeńcy niemieccy.
- 1948 – zmiana nazwy huty „Laura” na „Jedność”.
- 1951 – włączenie do Siemianowic Michałkowic, Bytkowa, Bańgowa i Przełajki, powstanie powiatu miejskiego Siemianowice Śląskie.
- 1952 – zbudowano I etap osiedla mieszkaniowego Tuwim[9]
- 1968 – Siemianowice tracą pasażerskie połączenia kolejowe.
- 1975 – w wyniku reformy administracyjnej państwa Siemianowice Śląskie znajdują się na terenie województwa katowickiego.
- 1990 – pierwsze wolne wybory samorządowe w Siemianowicach. Prezydentem zostaje Piotr Madeja.
- 1994 – uroczyste „pożegnanie” kopalni „Siemianowice” (likwidacja w 1998 roku)
- 1998 – w pobliżu Bażantarni powstał cmentarz żołnierzy niemieckich poległych w regionie południowej Polski w czasie II wojny światowej.
- 1998 – uruchomienie połączenia sezonowego koleją wąskotorową na trasie Siemianowice (szyb „Richter”)–Bytków–Bytom–Tarnowskie Góry–Miasteczko Śląskie Wąskotorowe. Końcowy etap likwidacji kopalni „Siemianowice”.
- 1999 – reforma administracyjna kraju. Siemianowice Śląskie powiatem grodzkim.
- 2001 – ostatni sezon funkcjonowania kolei wąskotorowej.
- 2002 – fala demonstracji pracowników likwidowanej Huty „Jedność” SA. Upadek fabryki czekolady „Hanka”.
- 2019 – ruszyła sieć wypożyczalni rowerów miejskich – Siemianowicki Rower Miejski obsługiwana przez Nextbike[10]
- 2023 – wmurowano kamień węgielny pod nową walcownię w Siemianowicach Śląskich[11].